# 沙石鄉
沙石鄉，是四川省鄰水縣下轄的一個鄉鎮級行政單位。

## 沿革[1]
- 1954年6月9日縣區劃時，將第八區(豐禾區)公所大屋鄉的5村、2村和第七區(袁市區)長灘鄉的3村、4村划出，增建沙石鄉人民政府，隸屬第七區(袁市區)公所領導。 1956年1月16日，沙石鄉人民政府改稱沙石鄉人民委員會。5月，沙石鄉併入長灘鄉，沙石鄉人民政府撤銷。